# Нидергуриг
Ни́дергуриг или Де́льня-Го́рка (нем. Niedergurig; в.-луж. Delnja Hórkaо файле) — деревня в Верхней Лужице, Германия. Входит в состав коммуны Мальшвиц района Баутцен в земле Саксония. Подчиняется административному округу Дрезден.

## География
Находится на берегу Шпрее около северного берега Баутценского водохранилища примерно в пяти километрах севернее Баутцена. На юго-западе находится Производственный парк водохранилища. Через деревню проходит автомобильная дорога B 156.
Соседние населённые пункты: на севере — деревня Брезынка, на юго-востоке — деревня Доброшецы и на западе — деревня Йешицы коммуны Гросдубрау.

## История
Впервые упоминается в 1349 году под наименованиями Gorg.
С 1936 по 1994 года входила в коммуну Бризинг. С 1994 года входит в состав современной коммуны Мальшвиц.
В настоящее время деревня входит в состав культурно-территориальной автономии «Лужицкая поселенческая область», на территории которой действуют законодательные акты земель Саксонии и Бранденбурга, содействующие сохранению лужицких языков и культуры лужичан.
Исторические немецкие наименования
- Gorg, 1349
- P. et N. de Gurk, 1363
- Gorke, 1365
- Gork, Gorik, Gurk, 1419
- Gurgk, 1493
- Gorig, 1502
- Gorg, 1516
- Gurigk, 1634
- Nieder Gurig, 1768
- Niedergurig, 1908

## Население
Официальным языком в населённом пункте, помимо немецкого, является также верхнелужицкий язык.
Согласно статистическому сочинению «Dodawki k statisticy a etnografiji łužickich Serbow» Арношта Муки в 1884 году в деревне проживало 389 человек (из них — 364 серболужичанина (94 %)).
Лужицкий демограф Арношт Черник в своём сочинении «Die Entwicklung der sorbischen Bevölkerung» указывает, что в 1956 году при общей численности в 1 027 человек серболужицкое население деревни составляло 48,7 % (из них верхнелужицким языком владело 396 взрослых и 104 несовершеннолетних).
| 1834 | 1871 | 1890 | 1910 | 1925 | 1939 | 1946 | 1950 | 1964 | 1990 | 2011 |
| ---- | ---- | ---- | ---- | ---- | ---- | ---- | ---- | ---- | ---- | ---- |
| 359  | 362  | 379  | 387  | 457  | 838  | 1005 | 1081 | 937  | 738  | 355  |